# NGC 6009
NGC 6009 is een spiraalvormig sterrenstelsel in het sterrenbeeld Slang. Het hemelobject werd op 2 juni 1864 ontdekt door de Duitse astronoom Albert Marth.

## Synoniemen
- ZWG 78.96
- PGC 56312